# Naturwaldreservat Tucherwald
Der Tucherwald ist ein Naturwaldreservat im Wellheimer Trockental. Es liegt im Staatswald, der vom Forstbetrieb Kaisheim der Bayerische Staatsforsten AöR (BaySF) bewirtschaftet wird, sowie im Amtsbezirk des Amts für Ernährung, Landwirtschaft und Forsten Ingolstadt.:

## Lage und Größe
Das Naturwaldreservat (NWR) „Tucherwald“ liegt an den Westhängen des Wellheimer Tals zum Schuttertal südlich des Marktes Wellheim und dem Gut „Feldmühle“. Das Wuchsgebiet in der Südlichen Frankenalb weist auf 400 bis 520 m Meereshöhe eine Fläche von 54,1 Hektar (etwa 180 Tagewerk) an Staatswald auf.

## Geschichte
Das NWR „Tucherwald“ wurde nach dem NWR „Beixenhart“ von Anfang der 1970er Jahre als zweites Gebiet dieser Art im Landkreis Eichstätt zum 1. Januar 1998 staatlich ausgewiesen. Zu diesem Zeitpunkt war es eines von 149 Waldreservaten von insgesamt 6123 ha in Bayern. Seit der NWR-Ausweisung unterblieb jegliche Nutzung, das heißt, es erfolgte kein Holzeinschlag mehr, und die durch Windwurf oder Alter gefallenen Bäume blieben an Ort und Stelle, so dass sich der Tucherwald durch natürliche Dynamik nach und nach zu einem „Urwald“ entwickelt. Der Tucherwald wurde früher als Niederwald genutzt, was man auf einigen Teilflächen noch an den Buchen- und Haselstockausschlägen erkennen kann.

## Flora
Auf vielgestaltigen Berg- und Felshängen stocken größtenteils Buchenwälder unterschiedlichen Alters und unterschiedlichen Aussehens auf. Sie sind mit zahlreichen Mischbaumarten durchsetzt; so prägen neben Buchen Eichen, Hainbuchen, Linden, Ahorne, Eschen, Erlen, Birken, Aspen und Salweiden den Tucherwald. Außerdem sind als seltenere Baumarten Elsbeere, Vogelkirsche und Wildbirne anzutreffen. Am Totholz gedeihen die großen Fruchtkörper des Zunderschwamms, des Eichen-Feuerschwamms und des Birkenporlings.

## Fauna
Neben dem üblichen Wild leben im Tucherwald und nisten in seinen Hohlbäumen Spechte, Eulen, Käuze und die scheue Hohltaube. Auch der Rote Milan ist hier heimisch.